# Ti mene nosiš
Pour plus de détails, voir Fiche technique et Distribution.
Ti mene nosis est un film dramatique slovéno-serbo-croato-monténégrin réalisé par Ivona Juka et sorti en 2015.
Le film est sélectionné comme entrée monténégrine pour l'Oscar du meilleur film en langue étrangère à la 88e cérémonie des Oscars qui s'est déroulée en 2016.

## Fiche technique
- Titre original : Ti mene nosis

## Distribution
- Lana Baric : Ives
- Vojislav Brajovic : Ivan
- Natasa Janjic : Lidija
- Goran Hajdukovic : Vedran
- Helena Beljan : Dora
- Juraj Dabic : Jan
- Natasa Dorcic : Natasa
- Sebastian Cavazza : Marin
- Ana Begic : Lidijina prijateljica
- Krunoslav Saric : Natasin otac

- Blazenka Barisic Rados : PR zena
- Linda Begonja : Glumica
- Jasna Bilusic : Doktorica
- Nenad Cvetko : Susjed
- Asja Jovanovic : Asistentica
- Slavica Knezevic : Producentica
- Tihomir Kosic : Stage worker
- Ivana Krile : Ivana Krile
- Filip Krizan : Filip
- Petra Kurtela : Starleta
- Niksa Kuselj : Mladi Ivan
- Damir Markovina : Producent
- Vedran Mlikota : Vozac
- Ivan Ozegovic : Pljackas mjenjacnice
- Maja Petrin :
- Doris Saric-Kukuljica : Edita